# Chamarungo Islands
Chamarungo Islands är öar i Kenya.   De ligger i länet Homa Bay, i den västra delen av landet, 300 km väster om huvudstaden Nairobi.